# Hedegårdskirken
Hedegårdskirken ligger i Ballerup ca. 14 km V for Københavns centrum (Region Hovedstaden).

## Eksterne kilder og henvisninger
- Hedegårdskirken (Webside ikke længere tilgængelig) på KortTilKirken.dk